# 조원석
조원석(趙元石, 1977년 2월 20일 ~ )은 대한민국의 희극 배우 겸 트로트 가수다.

## 생애 및 경력
2002년 4월 MBC TV 개그맨 콘테스트 13기로 데뷔하였으며 이에 앞서 1995년 고등학교 졸업 후  SBS 6기 등에 응시했으나  탈락했고 MBC에서도 여러 차례  낙방했다.
그러나, 센 군기 - 본인(조원석)과 맞지 않는 시스템 탓인지 곧바로 MBC를 떠난 뒤  밤무대에서 활동해 왔다가 2003년 12월 SBS 7기 공채 개그맨으로 재데뷔했다.
하지만, 《웃찾사》에 출연하지 못하여 무명생활을 벗어나지 못했고 2005년 말이 되어서야  이 프로그램에서 첫 고정 코너 '여고시절'을 맡았으며 그 비주얼로 여고생 분장을 해서 수많은 이들에게 충격을 안겨줬지만 코너의 생명은 길지 않았고 결국 MBC행 열차를 탔는데  대중에게는 죄민수라는 별명으로 널리 알려졌다. 소속사는 컬트 엔터테인먼트다. 2010년 4월 11일 오전 2시 16분경 영등포구 양평동 사거리에서 강서세무서 방향으로 가던 중 택시를 들이받은 뒤 경찰의 음주측정 요구를 거부해 물의를 빚었다. 그 이후 《스펀지 2.0》에서 마술을 공개하다 한국마술협회에서 퇴출된 최현우와 함께 '매닉쇼'를 진행하였다. 그리고 2018년에는 추가열이 작사/작곡한 댄스트로트 '여우야'를 발표하여 활동하고 있다.

## 학력
- 서울금북초등학교 졸업  (1989년)
- 대경중학교 졸업 (1992년)
- 대경상업고등학교 졸업 (1995년)
- 서울종합예술전문학교 영상미디어예술학

## 출연 작품
방송
- MBC - 《하땅사》
- SBS - 《웃찾사, 이경규 김용만의 라인업, 퀴즈! 육감대결》
- MBC - 《개그야》
- MBC every1 - 《이경규의 복불복 쇼》
- MBC every1 - 《가족이 필요해 시즌2》
- MBC every1 - 《가족이 필요해 시즌3》
- SBS - 《대한민국 쿡》
- KBS2 - 《스펀지 2.0》
- TV조선 - 《코미디쇼 코코아》

드라마
- SBS - 《별을 따다줘》 - 카드사 직원 역

음악
- 울산방송 - 《전국 톱 10 가요 쇼》
- 아이넷TV - 《가요사랑콘서트》 - 전남 장흥 대한민국 통합의학박람회 기념
- 대구MBC - 추가열과 함께하는 낭만콘서트 청춘연가 - 조원석의 <여우야> 코너 진행 (대구MBC 96.5, 토요일 18시 05분)
- KBS1 - 《뮤직 토크쇼 가요 1번지》
- 아이넷TV - 《솔까말 공작소》

영화
- 《못말리는 결혼》 - 민수 역(특별출연)
- 《상사부일체》 - 노숙자 역(우정출연)
- 《비밀의 샘을 찾아라》 - 윤찬빈 역

## 그 외 활동
광고 모델
- 하나로텔레콤 하나TV
- 러시앤캐시

앨범
- Peace (Single)
- 여우야

일식 요리
- 20년간 일식을 해온 장인의 제자였다고 밝힌 적이 있다. 일식 요리사 자격증이 있다.

## 수상
- 2002년 - MBC 개그콘테스트 수상
- 2003년 - SBS 개그콘테스트 수상
- 2007년 - MBC 방송연예대상 코미디시트콤부문 남자 우수상, 베스트커플상